# Fritz Müller
För andra betydelser, se Fritz Müller (olika betydelser).
Johann Friedrich (Fritz) Theodor Müller, född 31 mars 1822 nära Erfurt; död 21 maj 1897 i Blumenau i Brasilien, var en tysk biolog, som emigrerade till Brasilien där han verkade som naturforskare. Han var en av Darwins första anhängare och en mångsidig biolog som lämnade väsentliga bidrag till regnskogens biologi. Müllers mimikry är uppkallad efter honom.  Han har även namngett de Müllerska kropparna.

## Levnad
Efter gymnasiet i Erfurt studerade Müller naturvetenskap, matematik och medicin i Berlin och Greifswald. Han utvandrade 1852 till Brasilien tillsammans med sin familj och sin bror, och slog sig ner i en koloni som grundats av Hermann Blumenau i sydöstra delen av landet, där han några år arbetade som matematiklärare. Då skolan övertogs av jesuiterna kunde Müller, som var ateist, inte fortsätta, utan hade i stället 1867-76 en tjänst som botanist och lantbruksrådgivare. Han anställdes 1876 som resande naturforskare vid brasilianska Nationalmuseet, och kunde som sådan utforska naturen i floden Rio Itajaís hela system. Detta var hans bästa tid. 1889 skedde en statskupp som missgynnade forskningen. Den nya regimen krävde att forskarna skulle vara stationerade i Rio de Janeiro, vilket Müller vägrade, och han förlorade sin tjänst 1891. 
Müller var politiskt radikal och principfast ateist. Han var besviken på resultaten av revolutionen i Preussen 1848. Trots komplett läkarutbildning vägrade han att svära läkareden eftersom denna hade religiöst innehåll. Av samma skäl ville han inte arbeta i skolor med religiös inriktning. Detta försvårade hans möjligheter i Tyskland och bidrog troligen till emigrationen. Enda kompromissen var att han 1852 gifte sig med sin sambo sedan länge; detta antagligen för att förbättra sina utsikter i Brasilien.
Müller fick föga erkännande av den brasilianska regeringen under sin livstid. Flera av hans barn och hans fru dog före honom, vilket tog honom hårt. Han förlorade mycket av sin egendom vid en översvämning, och han tackade av anspråkslöshet nej till erbjudanden från Charles Darwin om ekonomisk hjälp för att skaffa ny forskningsutrustning. Han dog i fattigdom. Numera räknas han som en av de största naturforskarna som verkade i Sydamerika under 1800-talet, vid sidan av Humboldt, Darwin, Wallace, Bates och botanisten Spruce. Han blev 1868 hedersdoktor i Bonn (samtidigt som Darwin), 1874 i Tübingen, och 1884 hedersmedlem i Londons Entomological Society. Han var korresponderande medlem i "Sociedad Zoologica Argentina“ och "Sociedad Nacional de Ciência de Buenos Aires“. En staty av Fritz Müller restes 1929 i Blumenau.

## Forskning

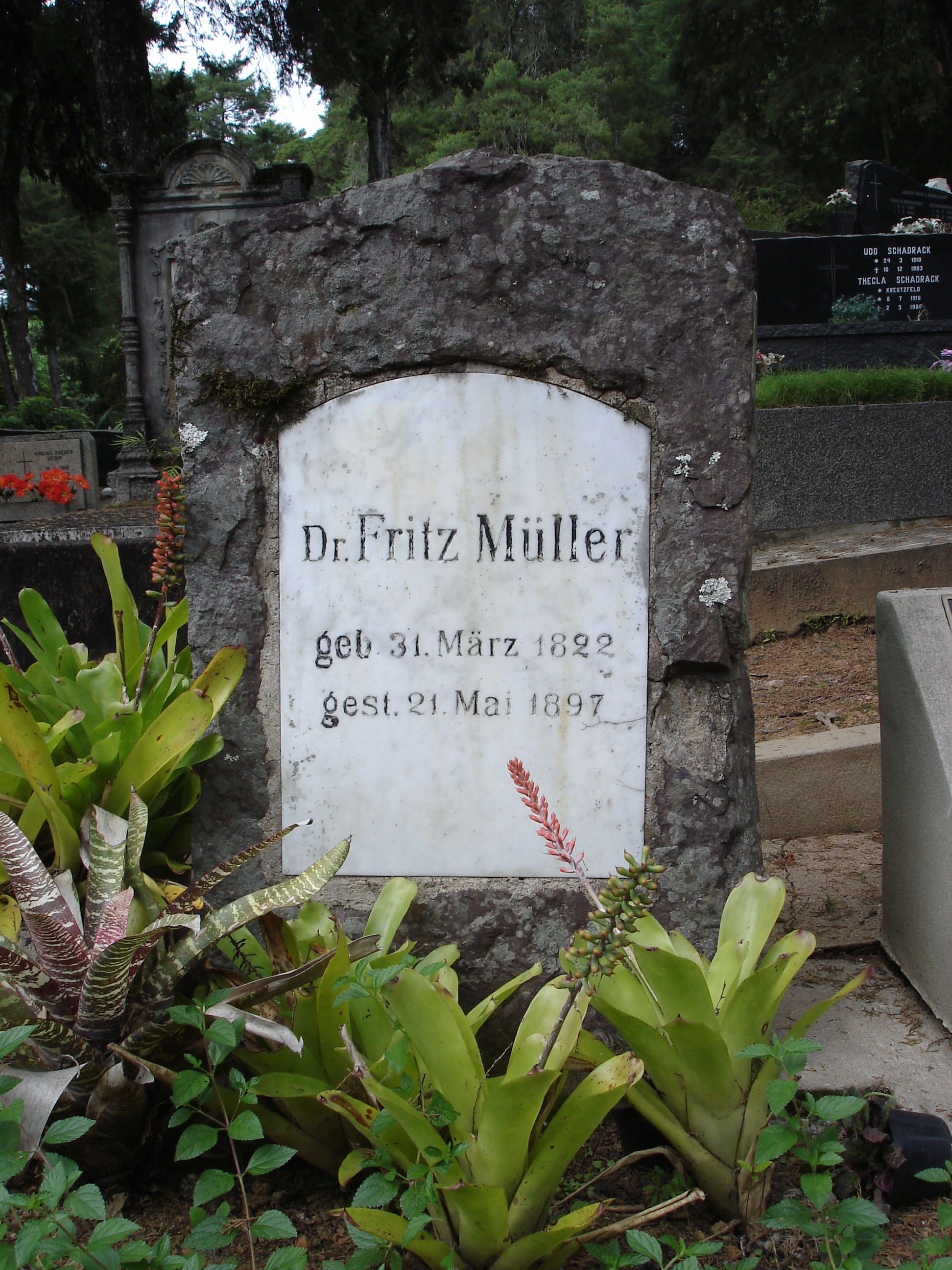
Fritz Müllers grav i Blumenau

Müller var en utmärkt iakttagare (Darwin kallade honom "iakttagarnas furste") och en skicklig tecknare. Han publicerade omkring 250 skrifter på tyska, engelska och portugisiska inom så skilda områden som entomologi, botanik och marinbiologi. Många av hans iakttagelser finns också i hans omfattande brevväxling, som delvis är utgiven. Förutom tyska talade han svenska, engelska, portugisiska och franska och kunde läsa ytterligare tio språk.
Han upptäckte symbiosen mellan Cecropiaträd och myror, och den typ av skyddande likhet som kallas Müllers mimikry. Han visade att bladskärarmyror lever på svampar som de odlar. Han forskade om kräftdjur, maneter, platt- och ringmaskar, pollinationsbiologi, växten eldkrona, orkidéer, gaddlösa bin, termiter och bromeliacéer. Han studerade könsdimorfism hos myggor och termiternas samhällssystem. Han bidrog också till botaniken, där han har auktorsnamnet F.J.Müll. Han samlade frön och herbariematerial som sändes till  J. D. Hooker i Kew Gardens.
Müller var tidigt en övertygad anhängare av Darwins teori. Han skrev 1864 sin enda bok, "Für Darwin", där han argumenterar för evolutionsteorin, bl.a. med exempel från sin egen forskning om kräftdjur. Han korresponderade flitigt med Darwin och meddelade honom många iakttagelser som Darwin använde i sina skrifter, såsom flera exempel på heterostyli hos växter. Han sände också Darwin en förteckning över 40 släkten klängväxter med olika anpassningar för klättring. Han korresponderade också med Haeckel och Agassiz samt sin bror Hermann Müller som var en framstående botanist. Hans studier av kräftdjurens larvstadier inspirerade Haeckel att ställa upp sin biogenetiska lag.